# Passage Victor-Marchand
Le passage Victor-Marchand est une voie du 13e arrondissement de Paris située dans le quartier de la Maison-Blanche.

## Situation et accès
Le passage Victor-Marchand est desservi à proximité par la ligne 6 à la station Glacière.

## Origine du nom

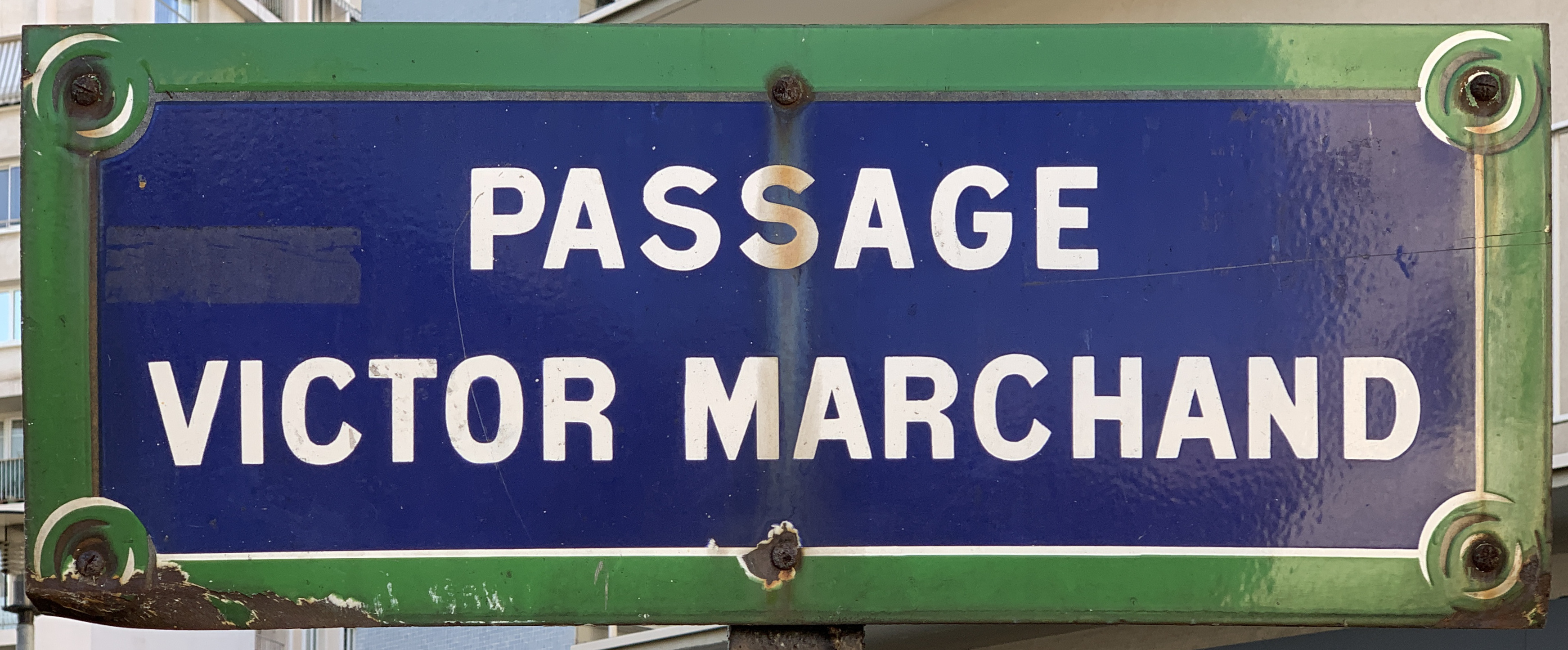
Plaque du passage.

Cette voie est nommée d'après le nom d’un propriétaire local.

## Historique
Ancien « passage Desange » qui fut ouvert dans la première moitié du XXe siècle, il prend ensuite sa dénomination actuelle.

## Bâtiments remarquables et lieux de mémoire
- Au no 3, la résidence médicalisée ORPEA Saint-Jacques accueillant les personnes âgées dépendantes.
- Le passage débouche sur le côté de l'hôpital Sainte-Anne.